# Magnetanomalien ved Kursk
Magnetanomalien ved Kursk (russisk: Курская магнитная аномалия, tr. Kurskaja magnitnaja anomalija) findes i et område rigt på jernmalm i Kursk, Belgorod og Voronezj oblast i Rusland og udgør en vigtig del af Den centrale sortjordsregion. Magnetanoamlien ved Kursk anses for en af de kraftigste magnetanomali i verden.
Den magnetiske anomali ved Kursk (KMA) blev opdaget i 1733 af den russiske astronom og akademiker Pjotr Inokhodtsev under hans kortlægning af Det Russiske Kejserrige. Området blev først undersøgt igen i 1875, da I. N. Smirnov lavede de første geomagnetiske undersøgelser af den europæiske del af Rusland. I 1883 lavede N. D. Piltjikov en serie af 71 observationer af magnetanomalien. Disse observationer afslørede langt højere værdier end tidligere målt, og for første gang tilskrives anomalien forekomsten af jernmalm. På baggrund af opdagelsen blev Piltjikov tildelt sølvmedalje af det Russiske Geografiske Selskab i 1884. 
Seriøse undersøgelser af det økonomiske potentiale af anomalien blev gennemført under ledelse af Ivan Gubkin 1920-1925, oprindeligt baseret på mulighederne for at finde olie. De rige forekomster af jernmalm i anomaliområdet blev opdaget omkring 1931. Malmeforekomsterne findes i et område, der anslås til 120.000 km² og består af magnetit kvartsit i metamorfe bjergarter og prækambriske granitklipper. De anslåede reserver af jernholdigt kvartsit er mere end 25 milliarder tons 32-37% Fe og mere end 30 milliarder tons 52-66% Fe. Malmen i Stojlenskoje, Lebedinskoje og Mikhajlovskoje brydes i dagbrud, mens malmen i Korobkovskojeforekomsten brydes i miner.